# Курита, Гэндзо
Гэндзо Курита (яп. 栗田 源蔵 Курита Гэндзо:, 3 ноября 1926 года — 14 октября 1959 года) — японский серийный убийца. На его счету было 8 жертв.

## Биография
Был третьим сыном в очень бедной рыбацкой семье. На протяжении многих лет страдал хроническим энурезом, из-за чего подвергался постоянным издевательствам и травле в школе. В 1945 году, в 19-летнем возрасте, был призван в армию, служил в 31-м пехотном полку в Хиросаки, но через два месяца был комиссован по причине недержания мочи.
Болезнь сделала Куриту изгоем и серьезно повлияла на его психическое состояние.
Первые убийства Курита совершил в феврале 1948 года. Его жертвами стали две подруги. 8 августа 1951 года он изнасиловал и убил 24-летнюю женщину, находившуюся рядом со своим ребёнком. После этого он совершил с её трупом половой акт. 11 октября 1951 года он изнасиловал и убил 29-летнюю женщину. Он сбросил её троих детей с высокой скалы, которая носит название Осэн Корогаси. Один из них, тем не менее, остался жив. Курита убил 63-летнюю женщину и её 24-летнюю племянницу 13 января 1952 года. После убийств он изнасиловал труп племянницы. После преступления полиции удалось обнаружить его отпечатки пальцев, благодаря чему убийца был арестован. Курита был арестован 16 января 1952 года. 12 августа 1952 года районный суд города Тибы приговорил подсудимого к смертной казни за два последних убийства. Затем районный суд Уцуномии приговорил убийцу к смертной казни за шесть других убийств 21 декабря 1953 года. Убийца пытался подать апелляцию, но впоследствии из-за психической неуравновешенности отказался от неё 21 октября 1954 года. 
10 мая 1956 года преступления Куриты стали одним из аргументов противников отмены смертной казни во время обсуждения в парламенте страны. Аргументы выдвигал прокурор.
Курита был признан невротиком и опасным для самого себя. Казнён он был 14 октября 1959 года путём повешения.